# Banja (Aranđelovac)
Banja (Servisch: Бања) is een plaats in de Servische gemeente Aranđelovac. De plaats telt 2246 inwoners (2002).